# コヨルシャウキ

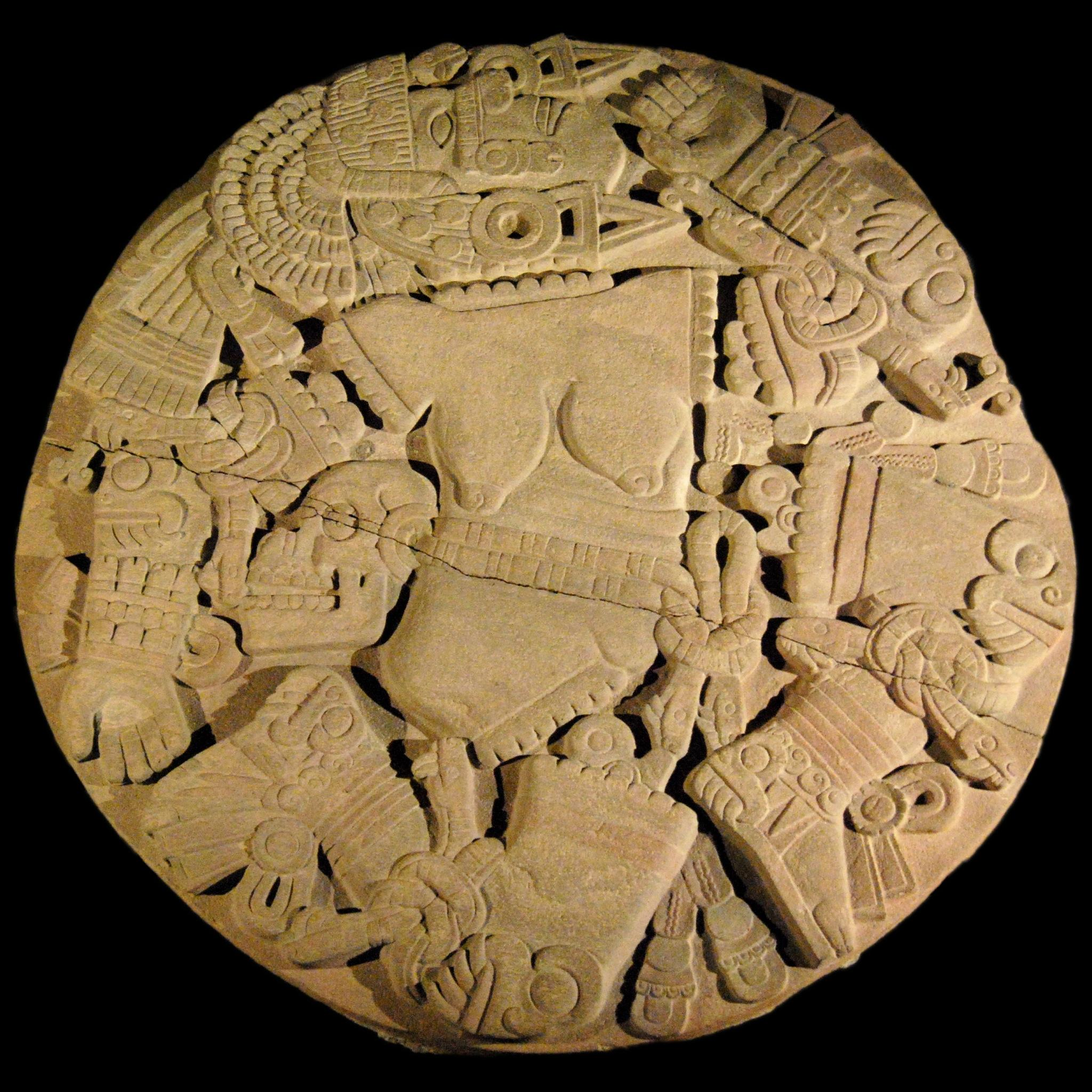
テンプロ・マヨールのコヨルシャウキの石板

コヨルシャウキ（Coyolxauhqui）は、アステカ神話に登場する女神。ウィツィロポチトリの姉にあたり、ウィツィロポチトリに殺されて肢体をバラバラにされた。

## ウィツィロポチトリの誕生伝説
コヨルシャウキのもっとも有名な話はウィツィロポチトリの誕生に関する伝説である。女神コアトリクエがコアテペク（蛇の山）の上で掃除をしているときに空から羽根が落ちてきた。それを腰につけていたところ、掃除の後に羽根は消えていた。その後コアトリクエは妊娠した。コアトリクエの娘であるコヨルシャウキとその400人の弟は母が謎の妊娠をしたことを聞いて不品行であるとし、怒って殺そうとした。そのとき胎内の子はコアトリクエに向けて心配しないようにと言った。コヨルシャウキらがやってきたとき、コアトリクエの胎内からウィツィロポチトリが武装した姿で生まれ、シウコアトル（火の蛇）を武器として戦った。シウコアトルはコヨルシャウキの体を貫通した。コヨルシャウキは首をはねられ、手足をばらばらにされて、コアテペクの下までころがり落ちた。
1978年、テンプロ・マヨールのウィツィロポチトリ神殿の基部から、五体をバラバラにされたコヨルシャウキを描いた、直径3.25メートルの巨大な円板状の石板が発見された。コヨルシャウキは帯以外は裸で、頬にコヨリ（coyolli）という金属の鈴をつけている（これがコヨルシャウキの名前の由来にもなっている）。耳からは年を表す記号の形をした金属製の飾りを下げ、帯の背中部分にはコアトリクエと同様に頭蓋骨をつけている。図像学的にはかまど神のチャンティコに通じる。
テンプロ・マヨールからは、少なくとも3つのコヨルシャウキを描いた遺物が発見されている。上記の石板のすぐ下には漆喰で作られたコヨルシャウキのフリーズが置かれていた。こちらのコヨルシャウキは裸ではないが、シウコアトルがコヨルシャウキの心臓を貫通している様子が描かれている。さらに別な円板の破片が発見されている。
テンプロ・マヨールでウィツィロポチトリに犠牲をささげるときには、伝説を再現するように、生贄の首をはね、手足をバラバラにして、階段の上からコヨルシャウキの石板めがけて落とした。テンプロ・マヨール自身、しばしばコアテペクの名で呼ばれていた。

## 別の伝説
コヨルシャウキはアストランからメキシコ盆地へのメシカの移住の伝説にも登場する。ここではコヨルシャウキはウィツィロポチトリの姉でなく母とされる。メシカは旅の途中コアテペクという所に到着したが、そこはカエル・魚・水鳥にあふれた理想郷であった。ウィツィロポチトリはそこが目的地ではないとして出発させようとしたが、コヨルシャウキと400人の弟は反対した。その夜、球戯場で騒ぎの音がした。翌朝見ると、ウィツィロポチトリはコヨルシャウキの首をはね、その心臓を食っていた。それからウィツィロポチトリはコアテペクの水を断ち、メシカを無理矢理出発させた。

## 天体との関係
エドゥアルト・ゼーラーはコヨルシャウキを月の女神としたが、文献上の根拠がない。また銀河の女神と言われることもある。いずれにせよ天体との関係は明らかではない。